# Otovitsa
Otovitsa (en macédonien Отовица) est un village du centre de la Macédoine du Nord, situé dans la municipalité de Vélès. Le village comptait 274 habitants en 2002. Il est desservi par la gare de Kouchoultchevi, située sur la ligne de Vélès à Kotchani.

## Démographie
Lors du recensement de 2002, le village comptait :
- Macédoniens : 5